# ريكاردو سوزا سيلفا
ريكاردو سوزا سيلفا (بالبرتغالية: Ricardo Souza Silva‏) (26 نوفمبر 1975 في ساو باولو في البرازيل – )؛ هو لاعب كرة قدم سابق كان يلعب كلاعب وسط.

## وصلات خارجية
- ريكاردو سوزا سيلفا على موقع رابطة كرة القدم اليابانية للمحترفين (اليابانية)
- ريكاردو سوزا سيلفا على موقع قاعدة بيانات كرة القدم.إي يو (الإنجليزية)
- ريكاردو سوزا سيلفا على موقع Soccerway.com (الإنجليزية)
- ريكاردو سوزا سيلفا على موقع عالم كرة القدم.نت (الإنجليزية)